# Liste der Kulturdenkmale in Bordesholm
In der Liste der Kulturdenkmale in Bordesholm sind alle Kulturdenkmale der schleswig-holsteinischen Gemeinde Bordesholm (Kreis Rendsburg-Eckernförde) aufgelistet (Stand: 14. April 2025).
Die Bodendenkmale sind in der Liste der Bodendenkmale in Bordesholm aufgeführt.

## Sachgesamtheiten
| Objekt-ID      | Lage                                        | Offizielle Bezeichnung | Beschreibung | Bild                             |
| -------------- | ------------------------------------------- | ---------------------- | --- | -------------------------------- |
| 40872 Wikidata | Lindenplatz 9 (54° 10′ 34″ N, 10° 0′ 42″ O) | Kloster Bordesholm     | Aktualisierung vorgesehen - Begründung: geschichtlich, künstlerisch, städtebaulich, Kulturlandschaft prägend - Schutzumfang: Klosterkirche mit Ausstattung, Klosterkirchhof, Grabmale bis 1870, Backsteinmauer, Granitquadermauer | weitere Fotos \| Fotos hochladen |

## Bauliche Anlagen
| Objekt-ID      | Lage                                              | Offizielle Bezeichnung         | Beschreibung | Bild                             |
| -------------- | ------------------------------------------------- | ------------------------------ | --- | -------------------------------- |
| 587 Wikidata   | Bahnhofstraße 58 (54° 10′ 23″ N, 10° 2′ 18″ O)    | Landhaus Buchholtz             | Alteintragung (Aktualisierung vorgesehen) - Begründung: Alteintragung (Aktualisierung vorgesehen) - Schutzumfang: Alteintragung (Aktualisierung vorgesehen) - Denkmaltyp: Bauliche Anlage                                                               | weitere Fotos \| Fotos hochladen |
| 22281 Wikidata | Bahnhofstraße 60 (54° 10′ 19″ N, 10° 2′ 19″ O)    | Christuskirche mit Ausstattung | Alteintragung (Aktualisierung vorgesehen) - Begründung: geschichtlich, künstlerisch, städtebaulich - Schutzumfang: Alteintragung (Aktualisierung vorgesehen) - Denkmaltyp: Bauliche Anlage                                                              | weitere Fotos \| Fotos hochladen |
| 588 Wikidata   | Heintzestraße 6 (54° 10′ 39″ N, 10° 0′ 48″ O)     | Ehem. Kreishaus                | heute Wohnen und Kulturzentrum; Alteintragung (Aktualisierung vorgesehen) - Begründung: Alteintragung (Aktualisierung vorgesehen) - Schutzumfang: Alteintragung (Aktualisierung vorgesehen) - Denkmaltyp: Bauliche Anlage                               | weitere Fotos \| Fotos hochladen |
| 31717 Wikidata | Kieler Straße (54° 10′ 29″ N, 10° 1′ 34″ O)       | Granitquaderbrücke             | Alteintragung (Aktualisierung vorgesehen) - Begründung: Alteintragung (Aktualisierung vorgesehen) - Schutzumfang: Alteintragung (Aktualisierung vorgesehen) - Denkmaltyp: Bauliche Anlage                                                               | BW                               |
| 8062 Wikidata  | Kieler Straße (54° 9′ 44″ N, 10° 1′ 24″ O)        | Halbmeilenstein                | Alteintragung (Aktualisierung vorgesehen) - Begründung: geschichtlich, wissenschaftlich, Kulturlandschaft prägend - Schutzumfang: gesamtes Objekt - Denkmaltyp: Bauliche Anlage                                                                         | Fotos hochladen                  |
| 2019 Wikidata  | Lindenplatz 9 (54° 10′ 34″ N, 10° 0′ 42″ O)       | Klosterkirche mit Ausstattung  | Alteintragung (Aktualisierung vorgesehen) - Begründung: geschichtlich, künstlerisch, städtebaulich - Schutzumfang: Alteintragung (Aktualisierung vorgesehen) - Denkmaltyp: Bauliche Anlage, Sachgesamtheit: Kloster Bordesholm                          | weitere Fotos \| Fotos hochladen |
| 18962 Wikidata | Lindenplatz 9 (54° 10′ 33″ N, 10° 0′ 45″ O)       | Klosterkirchhof                | Alteintragung (Aktualisierung vorgesehen) - Begründung: geschichtlich, Kulturlandschaft prägend - Schutzumfang: Klosterkirchhof, Grabmale bis 1870, Backsteinmauer, Granitquadermauer - Denkmaltyp: Bauliche Anlage, Sachgesamtheit: Kloster Bordesholm | weitere Fotos \| Fotos hochladen |
| 2086 Wikidata  | Lindenplatz 11 (54° 10′ 33″ N, 10° 0′ 40″ O)      | ehem. Amtshaus                 | Alteintragung (Aktualisierung vorgesehen) - Begründung: geschichtlich, wissenschaftlich, künstlerisch, städtebaulich - Schutzumfang: gesamtes Äußeres - Denkmaltyp: Bauliche Anlage                                                                     | Fotos hochladen                  |
| 27647 Wikidata | Lindenplatz 11 (54° 10′ 33″ N, 10° 0′ 41″ O)      | ehem. Klosterkeller            | Alteintragung (Aktualisierung vorgesehen) - Begründung: geschichtlich, wissenschaftlich, künstlerisch, städtebaulich - Schutzumfang: gesamtes Äußeres - Denkmaltyp: Bauliche Anlage                                                                     | BW                               |
| 5866 Wikidata  | Lindenplatz 14 (54° 10′ 36″ N, 10° 0′ 40″ O)      | Alte Post                      | Alteintragung (Aktualisierung vorgesehen) - Begründung: Alteintragung (Aktualisierung vorgesehen) - Schutzumfang: gesamtes Äußeres - Denkmaltyp: Bauliche Anlage                                                                                        | Fotos hochladen                  |
| 2020 Wikidata  | Wildhofstraße 7 (54° 10′ 37″ N, 10° 0′ 34″ O)     | Pastorat                       | Alteintragung (Aktualisierung vorgesehen) - Begründung: geschichtlich, städtebaulich - Schutzumfang: gesamtes Äußeres - Denkmaltyp: Bauliche Anlage | Fotos hochladen                  |
| 590 Wikidata   | Wildhofstraße 23/25 (54° 10′ 37″ N, 10° 0′ 23″ O) | Bürgerhaus (ehem. Druckerei)   | Alteintragung (Aktualisierung vorgesehen) - Begründung: Alteintragung (Aktualisierung vorgesehen) - Schutzumfang: gesamtes Äußeres - Denkmaltyp: Bauliche Anlage                                                                                        | Fotos hochladen                  |

## Ehemalige Kulturdenkmale
| Objekt-ID    | Lage                                           | Offizielle Bezeichnung | Beschreibung | Bild            |
| ------------ | ---------------------------------------------- | ---------------------- | --- | --------------- |
| 591 Wikidata | Wildhofstraße 36 (54° 10′ 38″ N, 10° 0′ 18″ O) | Fachhallenhaus         | Bordesholmer Haus von 1771. Bei einem Brand am 16. März 2019 vollständig zerstört. - Begründung: geschichtlich, städtebaulich - Schutzumfang: gesamtes Äußeres - Denkmaltyp: Bauliche Anlage | Fotos hochladen |

## Quelle
- Liste der Kulturdenkmale in Schleswig-Holstein – Kreis Rendsburg-Eckernförde

- Karte mit allen Koordinaten:
- OSM |
- WikiMap